# Instituto de la Enciclopedia Italiana
El Instituto de la Enciclopedia Italiana (en italiano: Istituto della Enciclopedia Italiana fondata da Giovanni Treccani S.p.A)  es una casa editorial italiana, más conocida como Istituto Treccani o Istituto della Enciclopedia Italiana, famosa sobre todo por haber publicado la primera edición y los nueve apéndices sucesivos de la Enciclopedia Italiana di scienze, lettere ed arti, que para algunos estudiosos constituye el mayor logro italiano de investigación cultural. 

## Historia

### Los primeros veinte años

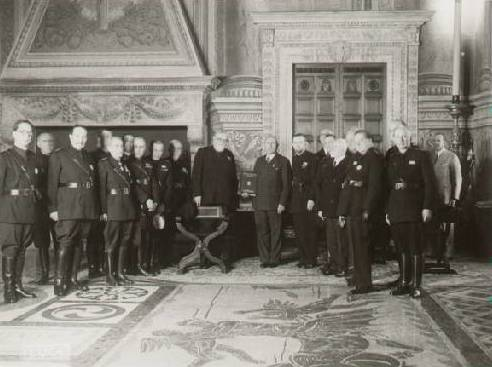
Gentile presenta a Mussolini en el palacio Venezia los volúmenes de la enciclopedia italiana en el año1937

El Instituto fue fundado en Roma el 18 de febrero de 1925 por el empresario Giovanni Treccani y el filósofo Giovanni Gentile con el nombre de Istituto Giovanni Treccani. Junto al fundador, que era también el presidente, formaban parte del mismo el editor Calogero Tumminelli como director editorial, el filósofo Giovanni Gentile en calidad de director científico, el lingüista Antonino Pagliaro como jefe de redacción, Gian Alberto Blanc, Pietro Bonfante, el mariscal Luigi Cadorna, el ministro Alberto De Stefani, el historiador Gaetano De Sanctis, el economista Luigi Einaudi, el pintor Vittorio Grassi, el médico Ettore Marchiafava, el jurista Silvio Longhi, Ferdinando Martini, el periodista Ugo Ojetti, el historiador Francesco Salata, el jurista Vittorio Scialoja, el economista Ángel Sraffa, el almirante Paolo Thaon de Revel, y Tommaso Tittoni.
La primera edición de la Enciclopedia Italiana, que consta de 35 volúmenes de texto y uno de índices, se publicó de 1929 a 1937, y tuvo mucho éxito, representando la afirmación de un modelo cultural ganador del régimen político imperante, el del Ventennio fascista. Las dificultades financieras de la obra, sin embargo, llevaron a Treccani en 1931 a fundar, con las editoriales Tumminelli y Fratelli Treves, la sociedad Treves-Treccani-Tumminelli; estas dificultades terminaron en 1933, cuando tomó el nombre actual de Instituto de la Enciclopedia Italiana, y con el Real Decreto Ley n.º 669 del 24 de junio de 1933 se convirtió en un organismo de interés nacional, constituido en partes iguales por el Banco di Napoli, el Banco di Sicilia, el Monte dei Paschi di Siena, el Istituto Nazionale delle Assicurazioni y el Istituto Poligrafico dello Stato.
Desde 1933 fue presidente Guglielmo Marconi, y Luigi Federzoni desde 1938. En 1940 se publicaron los cuatro volúmenes del Dizionario di Politica, dirigido por Antonino Pagliaro.
Durante el período de la República de Salò, fue su comisario el bibliotecario Guido Mancini, que desde 1940 era director de la Oficina de Estudios y Legislación del Partido Fascista, y después del 8 de septiembre de 1943 fue brevemente trasladado a Bérgamo. El instituto reanudó sus actividades de forma esporádica en Roma desde finales de 1944.

### El período de postguerra
El 30 de mayo de 1946, Luigi Einaudi asumió la presidencia. A partir de 1947 el nombramiento del presidente se confirió al Presidente de la República Italiana, y el primer presidente nombrado de este modo fue Gaetano De Sanctis, al que siguieron otras personalidades de la cultura italiana. La primera obra creada después de la guerra fue el Dizionario enciclopedico italiano, una síntesis de diccionario y enciclopedia, publicado en doce volúmenes entre 1955 y 1961. Le siguió la Enciclopedia del Novecento entre 1975 y 1990, organizada en 522 artículos, y que contó con la colaboración de veintiún premios Nobel.

#### Reconocimiento como organismo de derecho privado
Con la ley n.º 123 del 2 de abril de 1980, el Instituto fue reconocido como organismo de derecho privado de interés nacional e institución cultural. En 1988, el Instituto recibió la Medalla de oro al mérito en la cultura y el arte.

### ElsigloXXI
A finales de la década de 2000 se produjo la transición a la forma digital y en línea de gran parte del contenido cultural del Instituto. El 30 de mayo de 2009 se formalizó un acuerdo entre el ministro de Administración Pública e Innovación Renato Brunetta y el Instituto de la Enciclopedia Italiana. El acuerdo preveía la presencia en dos sitios del Ministerio de algunos materiales disponibles bajo una licencia Creative Commons. Además, se establecía una conexión entre el portal Treccani Scuola  y el portal InnovaScuola del Ministerio, mientras que este último debía albergar un buscador desde el que acceder al diccionario y palabras enciclopédicas presentes en la página web Treccani.
En el ámbito de la edición tradicional, se han agregado valiosos volúmenes dedicados a ciudades, sitios arqueológicos, museos italianos y reproducciones facsímiles de códices miniados.

## Presidentes del Instituto
El Presidente del Instituto es nombrado por el presidente della República, en razón de la importancia cultural que reviste, a pesar de que el Instituto está reconocido como una entidad de derecho privado, y por lo tanto es independiente del Estado incluso desde el punto de vista financiero.
- Giovanni Treccani - de 1925 a 1933.
- Guglielmo Marconi - de 1933 a 1937.
- Luigi Federzoni - de 1938 a 1943.
- Guido Mancini - (comisario) de 1943 a 1945.
- Angelo Andrea Zottoli - (comisario extraordinario) 1945.
- Luigi Einaudi - 1946.
- Gaetano De Sanctis - de 1947 a 1954.
- Aldo Ferrabino - de 1954 a 1972.
- Giuseppe Alessi - de 1973 a 1993.
- Rita Levi-Montalcini - de 1993 a 1998.
- Francesco Paolo Casavola - de 1998 a 2009. Con Roberto Pontremoli vicepresidente.
- Giuliano Amato - de 2009 a 2013.
- Franco Gallo - de 2014 a la actualidad.

## Colaboradores de la Enciclopedia y del Instituto
Muchos personajes de relieve en el panorama científico y cultural italiano e internacional han contribuido a la organización y a los trabajos del Instituto y de la Enciclopedia. Entre otros:
- Roberto Almagià
- Edoardo Amaldi
- Massimo Arcangeli
- Giulio Carlo Argan
- Girolamo Arnaldi
- Salvatore Battaglia
- Giovanni Becatti
- Giulio Bertoni
- Bruno Biagi
- Ranuccio Bianchi Bandinelli
- Gerardo Bianco
- Lucio Bianco
- Norberto Bobbio
- Umberto Bosco
- Federico Caffè
- Attilio Celant
- Carlo Azeglio Ciampi
- Piero Crociani
- Gaetano De Sanctis
- Renato Dulbecco
- Luigi Einaudi
- Federigo Enriques
- Julius Evola
- Enrico Fermi
- Aldo Ferrabino
- Piero Fiorelli
- Francesco Gabrieli
- Giovanni Gentile
- Tullio Gregory
- Michelangelo Guidi
- Jacques Le Goff
- Giorgio Levi Della Vida
- Rita Levi-Montalcini
- Claude Lévi-Strauss
- Claudio Magris
- Guglielmo Marconi
- Bruno Migliorini
- Sabatino Moscati
- Cesare Musatti
- Carlo Alfonso Nallino
- Ugo Ojetti
- Antonino Pagliaro
- Giancarlo Pallavicini
- Giorgio Petrocchi
- Mario Petrucciani
- Raffaele Pettazzoni
- Fortunato Pintor
- Ildebrando Pizzetti
- Angiola Maria Romanini
- Santi Romano
- Carlo Rubbia
- Emilio Servadio
- Raffaele Simone
- Aleardo Terzi
- Pietro Toesca
- Alfonso Traina
- Maurizio Trifone
- Roberto Vecchioni
- Vittorio Vidotto
- Gioacchino Volpe
- Ortensio Zecchino
- Nicola Zingarelli

## Otras obras del Instituto de la Enciclopedia Italiana
Además de la Enciclopedia Italiana, el Instituto ha publicado y publica muchas otras obras, entre las cuales:

### Colecciones biográficas
- Dizionario Biografico degli Italiani.
- Enciclopedia dei papi.
- Enciclopedia Biografica Universale, publicada en 2007 en 20 volúmenes.

### Obras enciclopédicas y lexicográficas
- Dizionario enciclopedico italiano (en 20 volúmenes, considerando la actualización de 2017).
- Dizionario di politica (en 4 volúmenes).
- Il Libro dell'Anno (desde 2000).
- Il Libro dell'Anno del Diritto (desde 2012).
- Vocabolario Treccani (en 5 volúmenes, con 3 volúmenes añadidos).
- La piccola Treccani (en 20 volúmenes considerando la actualización de 2017).
- Lessico Universale Italiano (34 volúmenes en 2017).
- Enciclopedia dei Ragazzi (en 7 volúmenes).
- Enciclopedia del Novecento (en 13 volúmenes).
- Enciclopedia delle Scienze Sociali (en 9 volúmenes).
- Enciclopedia delle Scienze Fisiche (en 7 volúmenes).
- Storia della Scienza (en 10 volúmenes).
- Scienza e Tecnica (en 8 volúmenes).

### Historias de ciudades
- Storia di Milano, en 20 volúmenes.
- Storia di Venezia, en 14 volúmenes.

### Obras temáticas
- Enciclopedia dantesca (1970-78, segunda edición en 1984, ed. limitada en1996, formato minor en 2005-06).
- Enciclopedia virgiliana (1984-91; ediciones especiali en 1996 y sucesivos).
- Enciclopedia oraziana (1996-98).
- Federico II. Enciclopedia fridericiana (2005).
- Machiavelli. Enciclopedia machiavelliana (2014).
- Enciclopedia giuridica, en 37 volúmenes.
- Enciclopedia dell'Arte Antica, en 17 volúmenes(1958-1994).
- Enciclopedia dell'Arte Medievale, en 12 volúmenes.
- Enciclopedia del Cinema, en 5 volúmenes.
- Treccani Filosofia (2010), en 2 volúmenes.
- Enciclopedia dell'italiano (2010-2011), en 2 volúmenes.[c]
- XXI Secolo (2011), en  6 volumi.
- Enciclopedia costantiniana (2013), en 3 volúmenes, dirigida por Alberto Melloni.
- Enciclopedia degli idrocarburi (2005), en 5 volúmenes.

### Ediciones de arte
- Pompei.
- Venezia.
- Firenze.
- Sicilia.[13]

### Ensayística
- Voci.
- Visioni.

### Il Tascabile
Desde septiembre de 2016 se publica en línea la revista en línea Il Tascabile, que se ocupa de temas culturales como literatura, ciencia, cine, teatro, política y actualidad. La revista publica ensayos, entrevistas y reseñas. Entre los editores más conocidos se encuentran los editores senior Matteo De Giuli y Francesco Pacifico, la jefa de redacción Alessandra Castellazzi y el director editorial Massimo Bray.

## Propiedad
Datos del año 2015:
- Unicredit 11,6%.
- Istituto Poligrafico e Zecca dello Stato 10,45%.
- BNL 9,67%.
- Fondazione Sicilia 9,67%.
- Fondazione Cassa di Risparmio in Bologna 8,7%.
- Telecom Italia 7,98%.
- Invitalia 7,7%.
- Assicurazioni Generali 7,73%.
- Intesa Sanpaolo 7,73%.
- Banca d'Italia 4,83%.
- Fondazione Cassa di risparmio delle Provincie Lombarde 4,83%.
- RAI 0,8%.

## Premios y distinciones
- Medalla de oro al mérito en la cultura y el arte (Roma, 28 de noviembre de 1988).[15]
- En 1994, el Instituto recibió el Premio Brancati-Zafferana por la difusión de la cultura italiana en el mundo.[16]